# Resclosa del Camp de Salselles
La Resclosa del Camp de Salselles són els vestigis d'una antiga resclosa situada a les Goles del Camp de Salselles, a la Riera de Merlès. Pertany al municipi de Borredà (Berguedà) i està inclosa en l'Inventari del Patrimoni Arquitectònic de Catalunya.
Del molí fariner del camp de Salselles només en resten 56 forats circulars excavats a la roca on s'encastava la resclosa de fusta que desviava l'aigua al rec del molí fariner.
El lloc de Salselles és documentat des del s.X i els forats excavats a la roca semblen correspondre a la resclosa d'un molí fariner de finals del s. X o començaments del s. XI.